# Monica Babuc
Monica Babuc (n. 29 martie 1964, Bardar, Ialoveni) este o politiciană și istorică din Republica Moldova, care ocupă în prezent funcția de președinte interimar al Partidului Democrat din Moldova. Între 30 mai 2013 și 8 iunie 2019 a ocupat mai multe funcții de vârf în Guvernul Republicii Moldova, cea de ministru al culturii (30 mai 2013 – 26 iulie 2017) și cea de ministru al educației, culturii și cercetării (26 iulie 2017 – 8 iunie 2019). A fost deputată în Parlamentul Republicii Moldova, în două mandate, între 2014 și 2015, și între 2019 și 2021. Între 18 iunie 2019 și 4 decembrie 2020, a ocupat funcția de Vicepreședinte al Parlamentului Republicii Moldova.
Monica Babuc este membră a Partidului Democrat din Moldova din martie 2010, iar anterior a făcut parte din Partidul Popular Creștin Democrat, fiind președinta organizației de femei a partidului.
Este căsătorită și are un copil. Vorbește rusa, franceza și engleza.
În mai 2015 ea s-a înscris în cursa pentru alegerile la funcția de primar al Chișinăului. În cadrul dezbaterilor electorale televizate ea a recunoscut că vorbește limba română și că se consideră în egală măsură româncă și moldoveancă, contrar poziției și ideologiei liderilor PDM, Marian Lupu și Dumitru Diacov, care declară că vorbesc limba moldovenească și că ar fi moldoveni și nicidecum români. La alegerile locale din Chișinău din 14 iunie 2015, Monica Babuc a acumulat 2,17% din voturi 
La 30 octombrie 2021, Monica Babuc a fost aleasă președinte interimar al Partidului Democrat din Moldova, funcție pe care a deținut-o până la congresul extraordinar al PDM din 20 noiembrie 2022.
Pe 29 martie 2023, Parlamentul României a votat numirea Monicăi Babuc în funcția de director al Institutului Cultural Român din Chișinău. Mandatul a început la 15 iunie același an.

## Legături externe
- Monica BABUC, deputat în Parlament Arhivat în 24 iulie 2019, la Wayback Machine. pe parlament.md
- Monica BABUC, Ministru al culturii pe gov.md
- Monica Babuc - venituri, proprietăți și interese @ promis.md